# Cleveland Soccer Club
Cleveland SC é um time de futebol semi-profissional americano, com sede na Região Metropolitana de Cleveland . O clube disputa a National Premier Soccer League como parte da Região Centro-Oeste na Conferência Leste, e jogou sua temporada inaugural em 2018. O Cleveland joga em casa no Estádio George Finnie, no campus da Universidade Baldwin Wallace .

## Cultura do clube

### Transmissão dos jogos
Embora a NPSL não exija que seus clubes transmitam jogos, o Cleveland SC transmitiu todos os jogos em casa em 2018 no Mycujoo . Vince McKee atuou como comentarista principal durante toda a temporada, enquanto o papel de comentarista esportivo foi preenchido por um elenco rotativo de analistas.

### Estádio
Durante a temporada de 2018, o Cleveland SC jogou em casa no Don Shula Stadium, localizado em University Heights, Ohio, no campus da Universidade John Carroll . O estádio tem uma capacidade de 5.416, que o tornou o segundo maior estádio do Centro-Oeste, atrás apenas do Marina Auto Stadium . O Cleveland jogou sua primeira partida no Shula Stadium em 19 de maio de 2018, derrotando o Rochester Lancers por 0 na frente de uma multidão de algumas centenas. O Cleveland terminou com quatro vitórias, um empate e uma derrota em jogos em casa durante a sua única temporada no estádio.
Devido a obras de renovação no Shula Stadium no verão de 2019, Cleveland mudou-se para o Estádio George Finnie da Baldwin Wallace University, localizado em Berea, Ohio . O estádio com capacidade para 7.800 ainda é o segundo maior estádio do Centro-Oeste, atrás do Marina Auto Stadium. O Cleveland estreará no Estádio Finnie em 5 de maio de 2019, disputando um amistoso internacional contra o Monarcas Morelia Reserves .

### Torcedores
O principal grupo de torcedores do Cleveland SC é o 6th City Syndicate, um "grupo de torcedores independentes do futebol de Cleveland". 6CS não é afiliado ao clube e, como tal, também fornece suporte aos embaixadores do Cleveland na WPSL . Antes da fundação do Cleveland SC, o 6th City Syndicate havia apoiado a AFC Cleveland, migrando para o novo clube depois que a AFC Cleveland desistiu em dezembro de 2017.

### Rivalidades
Embora os dois clubes estejam em conferências diferentes, Cleveland tem uma rivalidade amigável com o time de Columbus,Ohio da NPSL, o FC Columbus . Ambos os clubes foram fundados em 2018, e suas partidas inaugurais se enfrentaram em uma série amigável em casa e em casa em abril de 2018. Os partidários dos clubes apelidaram a rivalidade de Grandpa's Cheese Barn Derby, ou simplesmente o Cheese Barn Derby, nomeado após um negócio histórico que fica próximo à Interestadual 71, em Ashland, Ohio . O celeiro atual é aproximadamente equidistante entre as cidades de Cleveland e Columbus. Em 2018, o primeiro ano da rivalidade, nenhuma das equipes conseguiu o título do Derby: Cleveland e Columbus venceram o jogo fora por 3 a 2, o que significa que o primeiro Cheese Barn Derby terminou em empate por 5 a 5.

## Estatísticas

### Participações
|  | Participações em 2020 |

| Competição     | Competição               | Temporadas | Melhor campanha  | Estreia | Última | P | R |
| Estados Unidos | Lamar Hunt U.S. Open Cup | 1          | Estreante (2020) | 2020    | 2020   |   | – |